# Michel Guillaud
Michel Guillaud (24 de junho de 1961, Villeurbanne, França) é um clérigo católico francês, bispo eleito de Constantina-Hipona.

## Biografia
Michel Guillaud estudou no Seminário Universitário de Lyon, obtendo a Licenciatura em Teologia. Foi ordenado sacerdote em 1º de julho de 1990 pela Arquidiocese de Lyon. Posteriormente, obteve a Licenciatura em Estudos Islâmicos pelo Pontifício Instituto de Estudos Árabes e Islâmicos, em Roma. Em 1996, continuou seus estudos com um ano de pesquisa em Damasco, na Síria, e, ao mesmo tempo, realizou uma missão pastoral pontual na Líbia, para onde foi anualmente durante dois meses, entre 1995 e 2000.
Exerceu as funções de Professor de Estudos Islâmicos na Faculdade Católica de Lyon e Capelão Estudantil da Universidade Católica de Lyon. Em 2006, o Padre Guillaud escolheu servir a Igreja na Argélia como padre fidei donum. Atuou como Pároco em Batna (2006-2014), Constantina (2014-2016), Skikda (2016-2025) e Vigário Geral da Diocese de Constantina (2020-2024); Secretário Geral da Conferência Episcopal da Região Norte da África (CERNA) (2015-2025); desde 2024, Administrador Diocesano da mesma Sé.
Em 11 de julho de 2025, o Papa Leão XIV o nomeou bispo de Constantina.